# Nu!
Nu! este un film științifico-fantastic din 2022 de Jordan Peele, cu Daniel Kaluuya și Keke Palmer în rolul unor frați care se ceartă pe cai și care încearcă să captureze dovezi ale unui obiect zburător neidentificat.

## Distribuție
- Daniel Kaluuya - Otis "OJ" Haywood Jr., fiul lui Otis Haywood Sr.
- Keke Palmer - Emerald "Em" Haywood, fiica lui Otis Haywood Sr., sora lui Otis Jr. [10]
- Steven Yeun - Ricky "Jupe" Park, un fost copil actor și proprietar/creator al parcului tematic "Jupiter's Claim"
  - Jacob Kim - tânărul Ricky "Jupe" Park, care îl interpretează pe Mikey Houston în serialul Gordy's Home
- Michael Wincott - Antlers Holst, un renumit director de imagine
- Brandon Perea - Angel Torres, un vânzător de tehnologie de la Fry's Electronics
- Wrenn Schmidt - Amber Park, soția lui Jupe
- Barbie Ferreira - Nessie, colega lui Angel la Fry's
- Terry Notary - Gordy, un cimpanzeu ucigaș și vedetă a sitcomului Gordy's Home
- Devon Graye - Ryder Muybridge, un paparazzo care merge cu bicicleta electrică
- Donna Mills - Bonnie Clayton, o actriță de reclame
- Osgood Perkins - Fynn Bachman, a commercial director
- Eddie Jemison - Buster, un membru al echipei din reclamă
- Keith David - Otis Haywood Sr., patronul Haywood's Hollywood Horses Ranch, crescătorie de cai pentru Hollywood
- Sophia Coto - Mary Jo Elliott, care o interpretează pe Haley Houston în Gordy's Home
  - Haley Babula - Mary Jo Elliott (adult)
- Jennifer Lafleur - Phyllis Mayberry, care o interpretează pe Margaret Houston în Gordy's Home
- Andrew Patrick Ralston - Tom Bogan, care îl interpretează pe Brett Houston în Gordy's Home